# (73662) 1981 ES27
(73662) 1981 ES27 – planetoida z pasa głównego asteroid okrążająca Słońce w ciągu 3,35 lat w średniej odległości 2,24 j.a. Odkryta 2 marca 1981 roku.